# St. Maries
St. Maries is een plaats (city) in de Amerikaanse staat Idaho, en valt bestuurlijk gezien onder Benewah County.

## Demografie
Bij de volkstelling in 2000 werd het aantal inwoners vastgesteld op 2652.

## Geografie
Volgens het United States Census Bureau beslaat de plaats een oppervlakte van
2,8 km², geheel bestaande uit land.

## Plaatsen in de nabije omgeving
De onderstaande figuur toont nabijgelegen plaatsen in een straal van 36 km rond St. Maries.